# Catostomus microps
Catostomus microps és una espècie de peix de la família dels catostòmids i de l'ordre dels cipriniformes.

## Morfologia
Els mascles poden assolir els 34 cm de longitud total.

## Hàbitat i distribució geogràfica
És un peix d'aigua dolça, demersal i de clima temperat (41°N-40°N), el qual es troba a Nord-amèrica: el nord de Califòrnia.